# Aristida mollissima
Aristida mollissima är en gräsart som beskrevs av Pilg.. Aristida mollissima ingår i släktet Aristida och familjen gräs. Utöver nominatformen finns också underarten A. m. argentea.